# Burgena transducta
Burgena transducta là một loài bướm đêm trong họ Noctuidae.